# Betung (Pangkalan Kuras)
Betung is een bestuurslaag in het regentschap Pelalawan van de provincie Riau, Indonesië. Betung telt 1341 inwoners (volkstelling 2010).